# Henri Wernli
Henri Wernli (né le 3 juin 1898 à Berne et mort le 3 juin 1961 à Schwarzenberg (Lucerne)) est un lutteur sportif suisse.

## Biographie
Henri Wernli obtient une médaille d'argent olympique, en 1924 à Paris en poids lourds.

## Palmarès

### Jeux olympiques
- Jeux olympiques d'été de 1924 à Paris
  -  Médaille d'argent en +87 kg